# Зарицкий, Михаил Антонович
Михаил Антонович Зарицкий — советский хозяйственный и политический деятель.

## Биография
Родился в 1911 году в Елисаветграде. Член КПСС.
С 1937 года — инженер-строитель в системе НКВД.
В 1941—1944 гг. — начальник полевого строительства, начальник АПСУ-39, начальник строительного района.
В 1944—1947 гг. — начальник управления строительства № 791 МВД СССР.
В 1947—1949 гг. — начальник строительства № 1418 — руководитель Североуральского управления строительства.
В 1949—1982 гг. — инженер, главный инженер управления, начальник Главного производственно-отраслевого управления по специальным отраслям промышленности Минпромстроя СССР.
Умер в 1982 году в Москве.

## Награды
- Орден Трудового Красного Знамени (четырежды[6], в том числе 29.04.1943)
- Орден Дружбы народов (1981)
- Орден Красной Звезды (16.05.1945, 30.04.1954)
- Орден Знак Почёта (21.02.1942)